# Gran Premio Industria e Commercio di Prato 2002
Il Gran Premio Industria e Commercio di Prato 2002, cinquantasettesima edizione della corsa, si svolse il 24 settembre 2002 su un percorso di 200 km, con arrivo a Prato. Fu vinto dall'ucraino Vladimir Duma della Ceramiche Panaria-Fiordo davanti agli italiani Andrea Ferrigato e Stefano Casagranda.

## Ordine d'arrivo (Top 10)
| Pos. | Corridore          | Squadra                  | Tempo    |
| ---- | ------------------ | ------------------------ | -------- |
| 1    | Vladimir Duma      | Ceramiche Panaria-Fiordo | 4h25'14" |
| 2    | Andrea Ferrigato   | Alessio                  | s.t.     |
| 3    | Stefano Casagranda | Alessio                  | s.t.     |
| 4    | Fabiano Fontanelli | Mercatone Uno            | s.t.     |
| 5    | Serge Baguet       | Lotto-Adecco             | s.t.     |
| 6    | Paolo Bettini      | Mapei-Quick Step         | s.t.     |
| 7    | Dmitrij Konyšev    | Fassa Bortolo            | s.t.     |
| 8    | Sergej Lelekin     | Cage Maglierie-Olmo      | s.t.     |
| 9    | Vladimir Smirnov   | Team Colpack-Astro       | s.t.     |
| 10   | Gabriele Missaglia | Lampre-Daikin            | s.t.     |